# Phoraspis pellucens
Phoraspis pellucens är en kackerlacksart som först beskrevs av Carl Peter Thunberg 1826.  Phoraspis pellucens ingår i släktet Phoraspis och familjen jättekackerlackor. Inga underarter finns listade i Catalogue of Life.